# Евдемон Грузијски
Евдемон I Грузијски ( -1642) је био католикос-патријарх Грузије у периоду од 1632-1642. године. Учествовао је у завери против цара Ростома, који је водио политику исламизације Грузије. Поштован је у Грузијској православној цркви као свети мученик. Помиње се 4. (12.) октобра .

### Младост
О раном животу светог Евдемона се мало зна, осим што је потицао из племићке грузијске породице Диасамидзе и био је архиепископ Бодбијски 1617-1619 .
Такође је познато да је син краља Тејмураза I био ожењен нећакињом св. Еудемона .

### Католикос Патријарх
Уздигнут је на патријаршијски престо непосредно пре протеривања цара Тејмураза из Картлија од стране иранског шаха Абаса II. Године 1633. на краљевски престо је уздигнут муслиман шах Ростом, а патријарх се нашао у опозицији са њим у вези са наметањем муслиманских обичаја.
Убрзо након ступања на престо, Ростом се оженио Маријамом, женом из племените грузијске породице, која је била побожна хришћанка и духовна ћерка патријарха Евдемона. У краљици је Евдемон нашао утицајног покровитеља Цркве, захваљујући чему је успео да обнови порушене православне цркве и организује преписивање духовне литературе. Дакле, уз помоћ краљице, монаси су преписали највећу историјску збирку „Картлис Тскховреба“ 
Истовремено, патријарх Евдемон је наставио да прави планове за повратак цара Тејмураза на краљевски престо и збацивање шахове власти.

### Смрт и поштовање
Патријарх Евдемон је 1642. године учествовао у завери грузијског племства против цара Ростома са циљем да се Тејмураз, који је био прогнан у Кахетију, врати на краљевски престо. Када је Тејмураз већ напредовао са војском из Кахетија, завереници су откривени и ухапшени. Тејмураз се, упркос писмима патријарха Евдемона, вратио у Кахетију, а сам свети Евдемон је задављен у затвору. Његово тело је бачено са куле Гања капије, пронашла га је група хришћана и сахранила у цркви Анчискати у Тбилисију.
Свети Евдемон је прослављен у Грузијској Цркви вероватно већ у 18. веку, дан његовог сећања је 4 (12) октобар.
Његове мошти почивају у најстаријој престоничкој цркви Анчискати.